# Death Note
Death Note (デスノート, Desu Nōto; lit. "Caderno da Morte") é uma série de mangá escrita por Tsugumi Ohba e ilustrada por Takeshi Obata. Os capítulos do mangá foram serializados na revista semanal japonesa Weekly Shōnen Jump de 2003 até 2006, com os capítulos compilados em um total de 12 volumes tankōbon e lançados pela editora Shueisha.[carece de fontes?] No Brasil, a série de mangá foi licenciada publicada em duas versões pela editora JBC, que também lançou as duas light novels da série. Em Portugal, o mangá foi licenciado pela Viz Media Europa e publicado pela Editora Devir.
A história centra-se em Light Yagami, um estudante do ensino médio que descobre um caderno sobrenatural chamado Death Note, no qual pode matar pessoas se os nomes forem escritos nele enquanto o portador visualizar mentalmente o rosto de alguém que quer assassinar. Então, cansado da monotonia e das injustiças diárias que ocorriam por parte de criminosos, Light tenta eliminar todos os que um dia cometeram crimes e criar um mundo onde não exista o mal, Mas seus planos são interrompidos por L, um famoso detetive particular.
O sucesso do mangá levou a vários produtos relacionados. A história do mangá foi adaptada em uma série de televisão de anime produzida pela Madhouse e dirigida por Tetsurō Araki, composta de 37 episódios.[carece de fontes?] O anime foi exibido no Japão de 3 de outubro de 2006 até 26 de junho de 2007 pela Nippon Television. O anime foi exibido no Brasil pela primeira vez em 2009 pelo Animax, e mais tarde reexibido em 2014 pela PlayTV, e posteriormente pela Netflix. Também foi exibido no canal Warner Channel, através do bloco Wanimé. Em Portugal foi exibido pelo Animax e pela SIC Radical. Além disso, a obra foi adaptada em três filmes live-action, incluindo um quarto filme em 2016 e uma adaptação norte-americana distribuída pela Netflix em 2017,[carece de fontes?] um dorama, duas light novels e vários jogos eletrônicos criados pela Konami para o Nintendo DS.

## Enredo
Light Yagami é um estudante da cidade de Tóquio, no Japão. Um dia, sua vida sofre uma mudança radical, encontrando um estranho caderno sobrenatural chamado "Death Note" caído no chão. Ao ser aberto, possuía suas regras e dizia que, a pessoa que tivesse seu nome escrito no caderno e seu rosto visualizado na mente de quem escrevesse, morreria em 40 segundos de ataque cardíaco (se acaso a morte não for especificada). No início, Light desconfiava da autenticidade do caderno, mas depois de testá-lo em duas ocasiões, ele percebe que seu poder era verdadeiro. Depois de cinco dias, ele é visitado pelo verdadeiro proprietário do Death Note, um shinigami chamado Ryuk, que conta que ele tinha deixado cair o caderno na Terra porque estava entediado, e Light, então, lhe diz que o seu objetivo era matar todos os criminosos, a fim de purificar o mundo do mal e tornar-se o "deus do novo mundo". Mais tarde, o número de mortes inexplicáveis dos criminosos chama a atenção do FBI e de um famoso detetive particular conhecido como "L". L deduz rapidamente que o assassino em série — apelidado pelo público como "Kira" (キラ; derivado da pronúncia típica japonesa da palavra inglesa "killer", lit. "assassino") — estava no Japão. Também percebe que Kira poderia matar pessoas sem a necessidade de colocar um dedo nelas. Light descobre que L será um de seus maiores rivais, já que ambos são genuinamente parecidos. Por isso, uma guerra fria se inicia entre eles.
Misa Amane, uma ídolo japonesa famosa portadora de um Death Note, no qual lhe foi entregue por Rem, se encontra com Light. Misa apresenta aprovação aos ideias de Kira, desde que o mesmo foi a causa da morte do assassino de seus pais, pelo modo que se dedica a ajudar Light, fazendo se passar pelo "segundo Kira". Até ser capturada e presa por L, que tinha fortes suspeitas sobre o fato dela ser o conhecido como "segundo Kira". Light traça um plano para renunciar a posse dos Death Notes — tanto o seu como o de Misa — e, portanto, perder suas lembranças destes para poder resgatá-la. Depois de perder suas lembranças, Light é liberado para começar a investigar com L sobre um grupo de executivos chamados "Yotsuba", que possuía o Death Note de Misa. Lightentão, captura o atual usuário do Death Note e recupera todas as suas lembranças no momento em que o toca. Rem, sendo manipulada por Light para que atue a seu favor, mata L e seu assistente, Watari. Inexplicavelmente, uma vez que as mortes de L e Watari não estavam destinadas a acontecerem naquele momento (uma das regras do Death Note revela que o shinigami que usar o caderno com o intuito de prolongar a vida de um humano morrerá), Rem morre logo depois. Após a morte de L, Light assume como o "novo L" no grupo de investigação e decide não vazar para a imprensa a morte de L, e, assim, se passando pelo apelidado por N, "segundo L". Cinco anos mais tarde, aparecem Near e Mello, os verdadeiros sucessores de L, que se dividem para ver quem pegará Kira primeiro. Near, com ajuda do governo, cria a SPK, uma organização fundada com o objetivo explícito de capturar Kira, enquanto que Mello (visando sua rivalidade com Near) nega que eles trabalhem juntos e faz um acordo com a máfia para conseguir o mesmo objetivo. Mello começa a executar seu plano e a investigar sobre os poderes do Death Note e Near — se fazendo passar por L — se comunica com Light, que também se passa por L. Light não esperava que L tivesse sucessores, de modo que terá que escapar novamente das deduções deles e assim, cumprir suas ambições.
Posteriormente, Light decide procurar uma pessoa para substituí-lo por um tempo em seu trabalho como Kira, já que Near estava começando a suspeitar de que ele e Misa já não lhes servia. Assim, escolhe Teru Mikami, um homem que admirava Kira como um deus. Mello, com a ajuda de seu amigo Matt, sequestra Kiyomi Takada, que era namorada de Light na universidade, mas que depois Light a utiliza para completar seus planos. Matt morre metralhado após a perseguição dos guarda-costas de Takada, proporcionando uma oportunidade de fuga a Mello. No entanto, ele é morto por Takada, que possuía um pedaço de Death Note, mas depois Takada é assassinada por Light. Por outro lado, Near faz contato com Light e sua equipe para realizar uma reunião. Light aproveita a oportunidade para comunicar a Mikami que investigue sobre os verdadeiros nomes dos membros da SPK. Quando o dia da reunião chega, Mikami escreve os nomes dos membros da SPK em seu Death Note, mas Near explica que nada iria acontecer, porque com a ajuda de Stephen Gevanni, ele havia trocado esse caderno por um falso. Light, ao sentir-se encurralado pelas deduções de Near, revela que tudo era verdade e tenta matá-lo com um pedaço de Death Note que estava no seu relógio. No entanto, Matsuda — um dos agentes do caso Kira — dispara contra ele, o ferindo gravemente. Mikami se suicida porque Light havia sido derrotado e aproveitando o momento em que escapa, Light passa a se lembrar de tudo o que viveu. No final, Ryuk escreve o nome de Light Yagami em seu Death Note e ele morre.

## Death Note

Imagem de um Death Note.

Na história, o "Death Note" é um caderno, normalmente de capa preta, que tem seu nome escrito na parte frontal dele. Possui um ar dramático e misterioso que faz qualquer pessoa duvidar de sua veracidade, mesmo que seja realmente funcional.
Esse caderno não se origina do mundo humano, e tem a capacidade de matar qualquer pessoa apenas se o nomes for escrito nele enquanto o portador visualizar mentalmente o rosto de quem deseja assassinar. Normalmente os nomes das pessoas que são escritos no caderno morrem de um ataque cardíaco depois de quarenta segundos, a menos que se especifique a causa da morte antes de seis segundos.
Os shinigamis são os portadores originais dos Death Notes e graças aos seus olhos podem matar as pessoas facilmente, já que lhes permitem ver o nome verdadeiro das pessoas e o tempo que lhes resta de vida. Os shinigamis, por serem deuses espirituais, não podem ser vistos por pessoas normais ao menos que elas tenham tocado em seu Death Note. Quando Ryuk, o Shinigami que era o antigo portador do caderno, deixou o seu Death Note na Terra, ele escreveu as instruções sobre o seu uso em inglês, porque é uma linguagem universal; pelo que Light Yagami aprende a usá-lo instantaneamente ao encontrá-lo, mas no decorrer da série, aparecem outras regras.
No mangá, cada capítulo contém uma página especial com as regras do Death Note, enquanto que no anime, em cada pausa de intervalo — geralmente duas por episódio — se informa uma regra do uso do Death Note.
No momento em que um humano portador de um Death Note renuncia a este ou o caderno é destruído, essa pessoa perde todas as lembranças relacionadas ao caderno automaticamente, mas se a pessoa o tocá-lo novamente, as lembranças retornarão.

## Personagens principais
Aqui, uma breve descrição dos personagens principais, e também informações sobre os seiyūs da versão original japonesa e os dubladores da versão em português brasileiro:
- Light Yagami (夜神 月, Yagami Raito; conhecido também como "Kira")

É um dos melhores alunos do Japão e o principal protagonista da série. Uma vez que encontra o Death Note, se dispõe a acabar com todos os criminosos do mundo e criar um mundo perfeito onde ele é o deus. Ao usar o Death Note, o número de mortes inexplicáveis chama a atenção de todos os meios de comunicação, tornando-se o centro de atenção do Japão e do mundo. Mais tarde, ele terá que escapar das deduções de L para poder alcançar seus objetivos. Na versão japonesa, seu seiyū é Mamoru Miyano, enquanto que foi dublado na versão brasileira por José Leonardo. Na versão Live Action é feito por Masataka Kubota no Dorama e no movie Tatsuya Fujiwara. Na versão Norte-Americana, Light é feito por Nat Wolff, seu sobrenome é Turner ao invés do seu sobrenome original. Light teve outros rumos diferentes, no mangá ele vira o Deus da Morte, no anime e no filme de Death Note ele morre depois de ter seu nome escrito no Caderno da Morte por Ryuk, no filme ocidental ele sobrevive e no Dorama ele morre queimado numa explosão do galpão.
- Ryuk (リューク, Ryūku)

É o shinigami (deus da morte no folclore japonês) entediado que indiretamente deu o Death Note a Light Yagami após jogá-lo no mundo humano como uma tentativa de ter entretenimento e atua como o deuteragonista da série. Após seu primeiro encontro com Light, ele age apenas como um acompanhante de Light e um mero espectador de tudo o que acontece ao longo da série. Ele também demonstra ser amoral, pois em um ponto ele declara a Light não estar do seu lado nem do L, estando lá apenas observando os passos de Light e neutro em relação as ações de Light durante a série. Na versão japonesa original do anime, seu seiyū é Shidō Nakamura, enquanto que na dublagem brasileira, ele foi dublado por Jorge Vasconcelos. No Dorama e no filme é feito por Jun Fukushima, apenas a voz. No filme ocidental ele é atuado por Willem Dafoe. Nas demais versões Márcio Simões.
- Rem (レム Remu?)

Rem é outro Shinigami que aparece a serviço de Misa Amane. Este estaria disposto a fazer de tudo para protegê-la. No anime ela age como intermediadora de Light Yagami para livrar Misa do grupo anti-Kira, ela depois escreve o verdadeiro nome de L em seu Death Note ao tentar proteger Misa e depois vira pó e desaparece por ter interferido em um destino humano. No Dorama ela sobrevive. No filme faz a mesma coisa que no anime, mas não consegue ter êxito em pegar L. Seu seiyū é Kimiko Saitō e na versão brasileira por Alexandre Drummond. No Live-Action a voz é feito por Ayumi Tsunematsu.
- L (エル, Eru), cujo nome verdadeiro é L Lawliet (エル・ローライト, Eru Rōraito)

É um famoso detetive particular e principal antagonista anti-heróico do mangá/série Death Note, do qual ninguém conhecia sua verdadeira identidade, com exceção do seu assistente igualmente misterioso, Watari. É conhecido mundialmente por decifrar casos complicados e é alguém com um QI extremamente alto. Na versão japonesa, seu seiyū é Kappei Yamaguchi, enquanto que foi dublado na versão brasileira por Sérgio Cantú.Na versão Live Action ele é feito por Kento Yamazaki no Dorama e no movie Kenichi Matsuyama e na versão ocidental feito por Lakeith Stanfield um ator negro afro-americano e na versão brasileira Rodrigo Antas, seu real nome de L nunca foi revelado no filme ocidental. L também teve seu rumo traçado, no anime ele é morto por Rem, no Dorama ele é morto por Teru Mikami, no filme ele próprio escreve seu nome no Caderno da Morte para enganar Kira, o Light, quando seu nome e destino é traçado pelo Caderno da Morte, não pode ser alterado.
- Misa Amane (弥 海砂, Amane Misa)

É uma ídolo japonesa famosa que também é portadora de um Death Note. Misa mostrou aprovação as atitudes de Kira por ter matado o assassino de seus pais, pelo modo que se dedica a ajudar Light, tornando-se então o apelidado "segundo Kira". Misa se apaixona profundamente por Light, mesmo que antes já era devota a Kira. Sendo facilmente manipulada por ele, mas ele só a usa para alcançar seus objetivos. Na versão japonesa, sua seiyū é Aya Hirano, enquanto que foi dublado na versão brasileira por Ana Lúcia Menezes. No Live-Action é feita por Hinako Sano. No anime, Misa termina sozinha com a morte de Light. No dorama ela se esquece de Light quando Light e o Caderno da Morte é queimado e no filme L: Mude seu Mundo ela encontra sua morte definitiva quando esta escreve seu nome no Caderno da Morte para poder se reunir com seu amado Light.
- Near (ニア, Nia), cujo nome verdadeiro é Nate River (ネイト・リバー, Neito Ribā)

É uma das crianças superdotadas do orfanato Wammy's House e o primeiro na linha de sucessão de L. Ele serve como o antagonista principal da série após a morte de L. Ao ser informado da morte de L, ele se ofereceu para pegar Kira junto de Mello, mas Mello se recusou. Mais tarde, com a ajuda do governo, cria a SPK, uma organização fundada com o único objetivo de capturar Kira, conseguindo encontrar Light. Segundo Near, nem ele e nem Mello estavam no nível de L, mas juntos eram o mesmo L, ou até mesmo, o superavam. Na versão japonesa, seu seiyū é Noriko Hidaka, enquanto que foi dublado na versão brasileira por Charles Emmanuel. No Dorama é atuada por uma atriz Mio Yūki, este tem a personalidade de Mello, sofre de dupla-personalidade, nunca mencionado na série, mas seguia as instruções de L na nota de falecimento gravado em vídeo.
- Mello (メロ, Mero), cujo nome verdadeiro é Mihael Keehl (ミハエル・ケール, Mihaeru Kēru)

É uma das crianças superdotadas do orfanato Wammy's House como Near, e o segundo na linha de sucessão de L. Assim que L morre, Mello faz um trato com a máfia para conseguir pegar Kira antes de Near, mas é assassinado por Kiyomi Takada, que escreveu seu nome no Death Note, por ordem de Light. Na versão japonesa, seu seiyū é Sasaki Nozomu, enquanto que foi dublado na versão brasileira por Marcos Souza. No Dorama Mello é uma das personalidade dotada por Near ou um boneco que aparece com Near.
- Teru Mikami (魅上 照 Mikami Teru?)

Mikami é o quarto Kira convocado por Light. Depois de um estratagema criado por L com Matsuda, eles consegue pegar o terceiro Kira e ao Light tocar no Caderno da Morte, este tem suas memórias recuperadas e também mata o Kira. Mikami convocado por Light age como intermediador do Kira, conforme os nomes aparecia, este escrevia no caderno da morte. Mesmo com a morte do Kira (Light) este acaba se esquecendo do Caderno da Morte e também do Kira. Seu nome ou personagem não aparecia ou estava presente no filme. Ele também recebe os Olhos do Shinigami para ver os nomes das pessoas para assim escrever e matá-las no Caderno da Morte, assim como Misa. Seu seiyū é Masaya Matsukaze enquanto na versão brasileira por Flávio Back. No Dorama ele é feito por Shugo Oshinari.
- Soichiro Yagami (夜神 総一郎 Yagami Sōichirō?)

Soichiro é pai de Light Yagami, o Kira. Este tenta investigar quem é o Kira e como ele mata as pessoas. Ele depois é chamado por L para investigar o Kira e também uma das pessoas de confiança do L. No anime, Soichiro morre quando tentava salvar Sayu Yagami, sua filha e irmã de Light além também de descobrir o nome de Mello. No Dorama, Soichiro escreve o nome no Caderno da Morte desafiando Light, mas este acaba morrendo quando seu nome é escrito. No filme ele sobrevive, segundo L este o considera por ser um bom pai. Seu seiyū é Naoya Uchida e na versão brasileira Mauro Ramos. No Live-Action, é atuado por Yutaka Matsushige, no movie por Takeshi Kaga enquanto na versão ocidental por Shea Whigham, com o nome de James Turner. Nessa versão ele é dublado por Guilherme Briggs e Light era filho único.
- Touta Matsuda (松田 桃太 Matsuda Tōta?)

Matsuda fazia parte do grupo contra o Kira. Ele atuava junto do pai do Light. No decorrer da trama este não acreditava que Light era o Kira, até depois descobrir a verdade. No filme L: Mude seu Mundo Matsuda teve seu nome escrito e aponta uma arma em sua cabeça e sorri dando um tiro, nas demais versões ele aparece vivo. Seu seiyū é Ryō Naitō enquanto na versão brasileira por Luiz Sérgio Vieira. No Live-Action por Sota Aoyama no Dorama e no filme Gōki Maeda.
- Raye Penber (レイ・ペンバー Rei Penbā?)

Raye Penber investigava Light para saber se ele é verdadeiramente Kira. Mas, através de um estratagema de Light, quando um bandido sequestra um ônibus com os dois presentes, este se identifica para Kira (Light) e, então, dá a Raye um bloco para escrever quem são os investigadores do caso Kira. Depois deste escrever os nomes, Light escreve seu nome no Caderno da Morte e este é morto em seguida. Naomi Misora não deixou barato o que este fez a seu noivo e queria fazer justiça pelo que fizeram a ele. No Dorama, seu real nome é Mark Dwellton, mas este é morto por Misa Amane. Seu seiyū é Hideo Ishikawa e na versão brasileira por Guilherme Briggs. No Dorama por Shougen como Mark Dwellton e no filme por Shigeki Hosokawa em que seu real nome é Raye Iwamatsu.
- Naomi Misora (南空 ナオミ Misora Naomi?)

Naomi é namorada de Raye e também se casaria com ele. Depois de saber de sua morte, ela resolve investigar tal ato. No anime, Light disfarçado aborda Naomi e ele consegue eliminá-la, por enforcamento. No filme ele usa sua colega de classe em que ela a mata e depois é morta por um estratagema usado por Light. Que, então, usa este pretexto que entraria para a força policial para pegar Kira, como além de descobrir o real nome do L. No anime seu seiyū é Naoko Matsui e na versão brasileira por Priscila Amorim e no movie atuado por Asaka Seto.
- Mia Sutton

Apenas na versão ocidental do Death Note. Ela é colega de classe e namorada de Light Turner. Ela estava disposta a eliminar qualquer um que fique no caminho do Kira, até Light escrever seu nome no Caderno da Morte e ela morrer, isso acontece numa roda-gigante. Ela é atuada por Margaret Qualley e na versão brasileira sua voz por Natália Alves.
- Halle Lidner (ハル・リドナー Haru Ridonā?)

Ela é parte do grupo SPK liderado por Near. Ela também era responsável por vigiar Kiyomi Takada, antiga namorada de Light e também porta-voz do Kira, mas esta acaba sendo sequestrada por Mello. Seu nome de verdade é Halle Bullook (ハル・ブロック Haru Burokku?). No anime seu seiyū é Akeno Watanabe e na versão brasileira por Priscila Franco. No Dorama ela usa o nome de Shōko Himura (日村 章子 Himura Shōko?). Ela indicou Soichiro, pai do Light para investigar o caso do Kira. Ela também é parte do grupo anti-Kira. Ela participou de um esquema do caso do sequestro de Sayu, filha de Soichiro e irmã do Light. Light consegue descobrir seu real nome e foi usada para matar Near, mas esta falha em tal ato. Ela é atuada por Megumi Seki.

## Produção

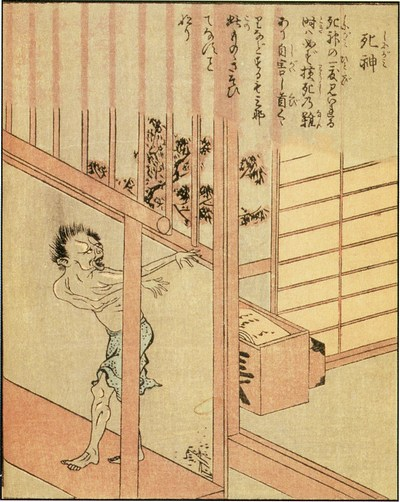
Representação artística de um exemplo de um shinigami no livro Ehon Hyaku Monogatari, muito parecido com os shinigamis da série.

O conceito de Death Note não deriva de uma única fonte, mas sim de um conceito geral envolvendo shinigamis e "regras específicas". Tsugumi Ohba queria criar uma série de suspense porque ele sentia que não poderia criar uma série de luta, já que considerou que havia muitas séries com esse tema.

### One-shot
O processo de criação da série começou quando Ohba levou alguns desenhos sobre duas ideias para Shueisha. Ohba disse que o one-shot de Death Note foi bem recebido pelo editor e obteve uma boa recepção dos leitores, mas ele disse que contar uma história em um único capítulo era "muito difícil" e que levou mais de um mês para escrever. Ohba disse que queria desenhar um mangá depois de ouvir sobre uma "história de horror com shinigamis". De acordo com o Obata, quando recebeu o projeto criado por Ohba, não entendeu muito bem, mas queria participar do projeto pela presença dos shinigamis e por ser um trabalho "sombrio". Também disse que se perguntou sobre o progresso do enredo quando leu os quadrinhos desenhados e se os leitores da Shōnen Jump gostariam da série. Ele indicou ainda que, embora houvesse pouca ação do personagem principal, ele gostou da atmosfera da história. Ohba levou o projeto one-shot para a editora e Obata foi o responsável mais tarde para continuar as ilustrações. O editor de Ohba disse a ele que era necessário se reunir com Obata para discutirem o capítulo piloto, então ele disse que "que tudo ficaria bem".

### Adaptação em anime
O diretor da adaptação do anime, Tetsurō Araki, comentou que queria destacar os aspectos que tornaram a série interessante, em vez de se concentrar apenas na moral ou no conceito de justiça. O organizador da série, Toshiki Inoue, concordou com Araki e acrescentou que na adaptação do anime era importante destacar os aspectos que fazem a versão original interessante. Ele concluiu que a presença de Light foi o aspecto "mais atrativo", pelo modo que a adaptação narra "os pensamentos e ações de Light sempre que possível". Inoue notou que, para incorporar melhor o enredo do mangá no anime, ele mudou a ordem dos eventos e introduziu cenas retrospectivas depois da música-tema de abertura.
Araki disse que, porque em um anime o espectador não pode "voltar as páginas" da maneira que um leitor de mangá pode, a equipe do anime sugeriu que esclarecesse alguns detalhes. Inoue disse que não queria preocupar-se com cada detalhe, portanto, a equipe selecionou os elementos para enfatizar; devido a complexidade do mangá, ele descreveu o processo como "delicado e definitivamente um grande desafio". Inoue disse que colocou mais instruções do que o normal no roteiro e Araki disse que era devido à importância dos detalhes, essas instruções tornou-se crucial para o desenvolvimento da série. Araki disse que quando ele descobriu o projeto de animação de Death Note "literalmente implorou" para fazem parte da equipe de produção, uma vez que ele conseguiu, Inoue insistiu que deveria escrever o roteiro. Inoue acrescentou que, gostava de ler o mangá e por isso queria se esforçar no projeto.

## Mídias

### Mangá
O mangá foi criado por Tsugumi Ohba com ilustrações de Takeshi Obata. Foi publicado inicialmente na Weekly Shonen Jump entre dezembro de 2003 e maio de 2006.[carece de fontes?]
Outra história paralela ao Death Note é o volume Death Note: Another Note Los Angeles BB Renzoku Satsujin Jiken, que retrata o caso em que Naomi Misora e L trabalharam juntos. Possui 178 páginas e foi lançado em agosto de 2006 no Japão.
Em Portugal o mangá foi publicado de fevereiro de 2012 até março de 2015, pela Editora Devir.
Cerca de 14 anos após o fim do mangá original, em 4 de fevereiro de 2020, é lançada uma história one-shot de 87 páginas chamada Death Note: Special One-Shot. O capítulo retrata Ryuk de volta ao mundo humano em busca de maçãs. A aventura conta com um personagem inédito chamado Minoru Tanaka e mostra o mundo pós-kira. Além disso, a trama conta com alguns temas atuais, como uma alusão ao presidente dos Estados Unidos, o empresário Donald Trump. O capítulo completo pode ser encontrado de graça online publicado no website Viz.

### Anime
A versão em anime foi produzida pelo estúdio Madhouse e dirigida por Tetsurō Araki, tendo sido exibida entre 3 de outubro de 2006 e 26 de junho de 2007, contando com 37 episódios. A dublagem do anime no Brasil foi feita no Rio de Janeiro pelos estúdios da Cinevídeo.[carece de fontes?]
Em Portugal foi transmitido na SIC Radical e pelo Animax, legendado pelos estúdios PSB Audiovisuais.

### Jogos eletrônicos
Um jogo eletrônico de estratégia de Death Note desenvolvido e publicado pela Konami para Nintendo DS chamado Death Note Kira Game (DEATH NOTE キラゲーム, Desu Nōto Kira Gēmu), foi lançado em 15 de fevereiro de 2007. O jogador pode escolher entre jogar com o personagem de Kira ou L, através de uma série de investigações e de indícios, que deve tentar descobrir a identidade de seu respectivo inimigo. Uma sequel do jogo, Death Note L o Tsugumono (DEATH NOTE Lを継ぐ者, Desu Nōto Eru o Tsugu Mono), foi lançado em 12 de julho de 2007. Ele tem um plano de jogo semelhante ao anterior, focando-se mais na segunda parte da história e nos personagens Near e Mello. Um terceiro jogo chamado L the Prologue to Death Note -Rasen no Trap- (L the proLogue to DEATH NOTE -螺旋の罠-, L the proLogue to DEATH NOTE -Rasen no Torappu-), foi lançado para o Nintendo DS em 7 de fevereiro de 2008. A obra é uma prequela dos eventos de Death Note e permite ao jogador assumir o papel de um jovem detetive do FBI e enfrentar missões diferentes com a ajuda de L.
Vários personagens de Death Note aparecem nos jogos eletrônicos de luta Jump Super Stars e Jump Ultimate Stars da Nintendo, que faz um crossover dos personagens dos mangás serializados na Weekly Shōnen Jump.

### Filmes emlive-action
Death Note foi adaptado em uma série de filmes em live action em 2006. Os dois primeiros filmes foram dirigidos por Shūsuke Kaneko e o terceiro por Hideo Nakata, produzidos pela Nippon Television e distribuídos pela Warner Bros. Pictures. O primeiro filme, intitulado Death Note, estreou no Japão em 17 de junho de 2006 e ficou no topo da bilheteria japonesa por duas semanas, empurrando Código da Vinci para o segundo lugar. A continuação, Death Note: The Last Name, estreou no Japão em 3 de novembro de 2006. Um spin-off dos filmes, L: Change the World, foi lançado no Japão em 9 de fevereiro de 2008. Ele está focado nos últimos 23 dias da vida de L, enquanto ele resolve um caso final envolvendo um grupo de bio-terroristas. Um quarto filme, Death Note: Light Up the New World foi lançado em  29 de outubro de 2016.
Uma adaptação americana foi lançada em 25 de agosto de 2017, pela Netflix.

### Dorama
Em abril de 2015, foi anunciado nas páginas da Weekly Shōnen Jump que um dorama em live-action baseada no mangá Death Note iriar estrear em julho do mesmo ano. O dorama foi transmitido de 5 de julho até 13 de setembro de 2015 na rede japonesa Nippon Television. No Brasil e em outros países, foi transmitido simultaneamente na Crunchyroll. Masataka Kubota estrelou como Light Yagami e Kento Yamazaki como L na série.

### Musical
Em 2015, um musical que adapta o mangá chamado Death Note: The Musical correu no Japão e na Coreia do Sul. Ele foi originalmente composto em inglês pelo compositor da Broadway Frank Wildhorn, com letra de Jack Murphy e livro por Ivan Menchell, embora nenhuma produção em língua inglesa foi anunciada em abril 2015. A produção original japonesa, produzida pela agência de talentos HoriPro, decorreu de 6 de abril de 2015 a 29 de abril de 2015 e estrelou Kenji Urai e Hayato Kakizawa como Light Yagami e Teppei Koike como L. A produção coreana do mesmo musical correu de 11 de junho para 11 de agosto de 2015 na Coreia do Sul, estrelado pelo ator musical Hong Kwang-ho e membros do JYJ e o ator musical Kim Junsu.